# 蓟遵小片
蓟遵小片（根据《中国语言地图集》、《汉语官话方言研究》）是冀鲁官话保唐片的一个分支，分布在天津东北、北京平谷和河北省东北部一些地区。该小片西与北邻北京官话，东为冀鲁官话保唐片抚龙小片，东南为保唐片滦昌小片。

## 特征
1. 阴平一般读高平，阳平一般读低平。只有平谷、兴隆是阴平读高升，阳平读高平。
2. 北京话唇音后的 /o/ 读不圆唇的 /ɤ/。

## 分布区域
北京（1）：平谷
天津（4）：蓟县（蓟县话）、宝坻、宁河、汉沽
河北（13）：兴隆、唐山（唐山话；包括路北区、路南区、古冶区、开平区、丰润区、丰南区西部）、玉田、遵化、迁西、迁安滦河以西、滦州市九百户镇以东、三河市段甲岭镇以东。